# Parque Municipal de Maceió
O Parque Municipal de Maceió está localizado no bairro de Petrópolis, criado pela lei municipal 4952 do ano 2000 entre os bairros de Santa Amélia  e Chã da Jaqueira, Jardim Petrópolis e Santo Amaro Maceió, Alagoas.
O parque tem cerca de 82,4 hectares de área e é considerado uma Unidade de Conservação e área de proteção ambiental (APA). Possui cinco trilhas ecológicas:
Além de proporcionar uma experiência de contato direto com a natureza, o Parque Municipal de Maceió abriga uma rica biodiversidade, incluindo espécies de fauna e flora nativas da região. É um local ideal para atividades ao ar livre, como caminhadas, observação de aves e passeios ecológicos. O parque também realiza eventos educativos e oficinas ambientais, promovendo a conscientização sobre a preservação ambiental e a importância da conservação dos ecossistemas locais.